# ジョーニャ
ジョーニャ (英語: Yona、チャモロ語: Yoña) はグアムの村である。主な観光地にはシグアの滝やターザンの滝、タガチャンビーチなどがある。
ジョーニャはかつては農村であったが、今日では村のほとんどが住宅地である。  太平洋戦争中の1944年のグアムの戦いの直前には、日本軍により現地のチャモロ人はグアム北部の収容所からジョーニャの収容所へと移動させられた。